# Eurocup-3
A Eurocup-3 é um campeonato de corridas de fórmula que segue os regulamentos da Fórmula Regional. A categoria foi concebida para nivelar a competição para todos os pilotos, com cada equipe se comprometendo com um orçamento máximo de € 400.000 (aproximadamente R$ 2,5 milhões em 2024) para cada temporada.

## História
O campeonato foi inaugurado em 2023 e foi formado como uma alternativa à Fórmula Regional Europeia, sancionada pela FIA, e ao Eurofórmula Open, especialmente depois que esta última teve dificuldades para atrair inscrições no final de 2022.
Em 2025, a Eurocup-3 ganhará um campeonato de inverno, oficialmente chamada de Eurocup-3 Spanish Winter Championship, com corridas na Espanha e em Portugal.
Desde sua estreia, as corridas da Eurocup-3 são transmitidas no canal oficial da categoria no YouTube.

## Carros
As equipes usam o mesmo chassi Tatuus F3 T-318 da FRECA, mas os da Eurocup-3 recebem um novo intercooler, kit de carroceria atualizado e kit de bateria. Este carro atualizado é chamado de Tatuus F3 T-318-EC3 e pesa 25 kg (55 lb) a menos do que o Tatuus F3 T-318. O carro está equipado com um motor Alfa Romeo-Autotecnica de 270 hp (200 kW) e pneus Hankook. Há também um sistema push-to-pass usado nesses carros que fornece 25 hp (19 kW).

## Circuitos
- Negrito indica que um circuito foi usado na temporada de 2024.
- Itálico indica um circuito que será usado na temporada de 2025

| Número | Circuitos                         | Rodadas | Anos          |
| ------ | --------------------------------- | ------- | ------------- |
| 1      | Circuito de Spa-Francorchamps     | 2       | 2023–presente |
| 1      | MotorLand Aragão                  | 2       | 2023–2024     |
| 1      | Circuito de Zandvoort             | 2       | 2023–2024     |
| 1      | Circuito de Jerez                 | 2       | 2023–presente |
| 1      | Circuito de Barcelona-Catalunha   | 2       | 2023–presente |
| 6      | Circuito de Monza                 | 2       | 2023–presente |
| 6      | Circuito do Estoril               | 1       | 2023          |
| 6      | Circuito Ricardo Tormo            | 1       | 2023          |
| 6      | Red Bull Ring                     | 1       | 2024          |
| 6      | Circuito Internacional do Algarve | 1       | 2024          |
| 6      | Circuito Paul Ricard              | 1       | 2024          |
| 12     | Circuito de Assen                 | 0       | 2025          |

## Campeões

### Pilotos
| Temporada | Piloto         | Equipe        | Corridas | Poles | Vitórias | Pódios | V.M.R. | Pontos | Margem |
| --------- | -------------- | ------------- | -------- | ----- | -------- | ------ | ------ | ------ | ------ |
| 2023      | Esteban Masson | Campos Racing | 16 de 16 | 6     | 8        | 10     | 7      | 273    | 30     |
| 2024      | Javier Sagrera | MP Motorsport | 16 de 16 | 2     | 4        | 10     | 1      | 250    | 2      |

### Equipes
| Temporada | Equipe        | Poles | Vitórias | Pódios | V.M.R. | Pontos | Margem |
| --------- | ------------- | ----- | -------- | ------ | ------ | ------ | ------ |
| 2023      | Campos Racing | 9     | 10       | 21     | 8      | 516    | 2      |
| 2024      | MP Motorsport | 7     | 9        | 23     | 5      | 561    | 99     |

### Rookies
| Temporada | Piloto         | Equipe        | Poles | Vitórias | Pódios | V.M.R. | Pontos |
| --------- | -------------- | ------------- | ----- | -------- | ------ | ------ | ------ |
| 2023      | Bruno del Pino | MP Motorsport | 0     | 0 (10)   | 0      | 0      | 113    |
| 2024      | Christian Ho   | Campos Racing | 5     | 5 (12)   | 9      | 6      | 248    |

## Ligaçõess externas
- Sítio oficial
- Eurocup-3 no YouTube